# 賈輔
賈 輔（か ほ、1192年 - 憲宗4年10月29日（1254年12月10日））は、モンゴル帝国に仕えた漢人将軍の一人。字は元徳。祁州蒲陰県の出身。
『元史』には立伝されていないが『陵川集』巻35左副元帥祁陽賈侯神道碑銘にその事蹟が記され、『新元史』には左副元帥祁陽賈侯神道碑銘を元にした列伝が記されている。

## 概要
賈輔の父は郷里の人望を集めていた人物、母は李氏とされるがともに早世し、賈輔は6歳の時に孤児となったため、母の兄弟の李佟の家で養われて育った。1210年代前半ごろ、モンゴル軍の侵攻によって華北が荒廃すると、賈輔は郷兵1万を集めて義軍を編成し、金朝からもその実力を認められて蒲陰県尉（のち蒲陰県令）の地位を授けられた。またその後、土豪の王知が賄賂を取って祁州の人民を苦しめていたため、人々は遂に王知を追放して賈輔を推載し、これによって更に宣武将軍・祁州刺史の地位を授けられた。このころの華北は治安が極端に悪化していたが、賈輔は土地を守り耕作に務める一方で、四方から賢士を集めて法を定めたため、境内は安定し人々は安堵したという。
1218年（戊寅）ごろ、真定を拠点とする武仙が賈輔の才を恐れてこれを害そうとしたため、賈輔は配下の州人とともに後ろ盾を求めてモンゴル帝国に降った。当時、華北方面のモンゴル軍を指揮していたムカリは賈輔の投降を受け容れて、万戸の張柔の副官となるよう命じた。なお、ムカリは1220年（庚辰）に張柔の根拠地である満城を訪れているが、あるいは賈輔の処遇を打ち合わせるための訪問ではないかとも考えられている。ただし、賈輔は張柔の配下に入った後も満城には赴かず、引き続き祁州にとどまりこの地を治めていた。この後、賈輔は張柔の配下として華北各地の平定に従事し、武強・寧晋・衡水・饒陽などの平定に功績を挙げている。
その後、張柔が満城に都元帥府を開くと、賈輔は祁州に「南府」を開いて祁州以南を管轄したという。これは、賈輔が直接張柔の配下に入ったわけではないことと、華北地域の情勢が不安定のため祁州方面の守りの要として軸を動かせなかったという理由に基づく施策と考えられる。1227年（丁亥）、満城の地が手狭となってきたことを理由に張柔は拠点を保定に移したが、この時同時に「南北軍（張柔直属軍と南府管轄の軍）」を統合し、「両府諸城」を合わせて一つにしたという。これによって「南府」は解体され賈輔も保定に移ったようで、この後、賈輔は張柔が外征する際には常に保定に残留して軍府の処理を代行するようになった。賈輔の行政手腕によって保定一帯は栄え、「左副元帥祁陽賈侯神道碑銘」は「貨幣は川のように流れ、遂に一大都会となった（貨泉川流、遂為一大都会）」と評している。
蔡州の戦いで名実ともに金朝が滅んだ後、張柔は王鶚といった著名な知識人の保護に努めていたことで知られるが、実際に保定に名士を集めその中から英才を抜擢する実務を担当したのは賈輔であったと伝えられている。これによって四方から賢士が張柔の勢力圏に来帰するようになり、保定はより栄えた。モンゴル朝廷もこれを評価し、保定の地位を「府」に昇格させて「順天路総管府」を賜っている。このころ、耶律楚材も賈輔の行政手腕を讃える詩を送ったとされる。
1234年（甲午）、金朝平定の論功行賞が行われると、賈輔は行軍千戸の地位を与えられた。これは、従来漢人世侯が自称してきた称号と違ってモンゴルが公認するもので、同じく張柔の部下であった喬惟忠も同時期に行軍千戸の地位を授けられた記録がある。賈輔の名声はますます高まり、モンゴル治下で大号令や大更革があり諸侯が集まって協議する際には必ず首席に推されて場を取り仕切ったという。
1254年（甲寅）、諸侯が集まる場がありモンケ・カアンは賈輔の臨席を求めたが、賈輔は既に病にかかり起き上がることができない病態であった。同年旧暦10月29日に賈輔は63歳にして亡くなり、これを聞いたモンケ・カアンは「朕がまさに用いようとした所で、賈輔は奪い去られてしまった」と嘆いたという。その後、1255年（乙卯）正月に賈輔は祁州の東に葬られた。

## 子孫
賈輔の息子は6人いたと伝えられている。長男の賈文備が賈輔の爵位を継承し、『元史』にも立伝されるほど活躍している。一方、次男の賈文兼は祁州刺史・行軍千戸の地位を継承している。三男の賈文遠と四男の賈文進は早世したとされ、五男の賈文慶・六男の賈文亮は「左副元帥祁陽賈侯神道碑銘」編纂時にまだ幼く地位について記載がない。
賈輔の娘は5人いたとされ、長女が行軍千戸の劉克剛に嫁ぎ、次女が参知政事の王椅に嫁いだとされる。その他の娘については記録がないが、みな名族に嫁いだとされる。
なお、『遺山先生文集』巻29千戸喬公神道碑銘には同じく張柔に仕えた喬惟忠の長女が「千戸賈某」に嫁いだとの記録があり、喬惟忠と賈輔は同年代のため、この「千戸賈某」は賈輔の息子賈文備か賈文兼と考えられる。